# Lilleager
Lilleager er en meget lille ubeboet ø i Østersøen syd for Lolland, umiddelbart nordøst for Storeager. Øen ligger i Hyllekrog Vildtreservat.